# Geoda de Pulpí
La geoda de Pulpí, també anomenada geoda de Pilar de Jaravía, és una geoda gegant, entapissada d'enormes cristalls de selenita, una varietat transparent o translúcida de guix. És entre el tercer i quart nivell d'explotació de la Mina Rica, al vessant oriental de la serra del Aguilón, a la pedania de Pilar de Jaravía, terme municipal de Pulpí (Almeria, Andalusia).
La va descobrir el Grup Mineralogista de Madrid al desembre del 1999 i és la segona geoda més gran del món (després de la de Naica) i la més gran d'Europa. Per les condicions ambientals de Naica, la geoda de Pulpí és l'única en el món que es pot visitar sense haver de dur un equipament especial.
La seva formació prové d'un procés mixt carsticohidrotermal pel qual en una primera fase es produí la dissolució de la dolomia i després, en una segona, la formació de cristalls d'algeps gràcies, entre altres factors, a la injecció d'aigües hidrotermals procedents del vulcanisme residual del cap de Gata, que duien dissolts els elements necessaris per al creixement dels cristalls. No hi ha una datació precisa dels cristalls d'algeps de la geoda, però es pensa que els cristalls s'originaren en un lapse entre els 2 milions d'anys i els 60.000 anys.
És la segona geoda més gran del món documentada fins hui, després de la de Naica a Mèxic, i la més gran d'Europa. És un fenomen d'escala mundial les seues dimensions i la transparència i perfecció dels cristalls de guix que l'entapissen per dins, que arriben fins a 2 m de longitud. Ocupa un volum buit de 10,7 m³ (8 m de llarg, per 1,8 m d'ample, per 1,7 m d'alt) i és a 60 m de profunditat a la Mina Rica, antiga mina de ferro, plom i argent de Pilar de Jaravía, a la serra del Aguilón, al terme municipal de Pulpí, i a 3 km de la línia de la costa. Té forma d'embut, amb la part més estreta en forma de L. Els seus cristalls d'algeps tenen una transparència molt alta: si es posa la mà darrere d'un d'aquests, es pot veure al seu través.